# Kaiyo (schip, 1943)
De Kaiyō (Japans: 海鷹, wat betekent "visarend") was een vliegdekschip van de Japanse marine bedoeld als escortevaartuig van de vloot. De kiel van het schip werd gelegd in 1938 en het schip was af in datzelfde jaar. In 1941 werd het (passagiers)schip omgevormd tot licht vliegdekschip om vloten te escorteren. De Kaiyo was 166,66 m lang en 21,8 m breed, met een diepgang van 8 m. De maximale snelheid was 24 kn. Het schip telde 829 bemanningsleden en 24 vliegtuigen.
Na de afwerking van de Kaiyo (toen nog Argentina Maru) in 1938 werd het ingezet als passagiersschip op de route naar Zuid-Amerika. Toen de Tweede Wereldoorlog uitbrak in 1941, werd dat onmogelijk en werd het schip gevorderd door de Japanse marine als troepentransportschip. In 1942 werd de beslissing genomen om van het schip een vliegdekschip te maken. In 1943 werd de Kaiyo ingelijfd bij de Japanse marine.

Een zusterschip van de Argentina Maru, de Brazil Maru had dezelfde verbouwing moeten ondergaan, maar werd tot zinken gebracht in 1942, vooraleer men kon beginnen.
De Kaiyo werd echter niet ingezet in actieve dienst, maar als transportschip voor vliegtuigen en als trainingsschip. In 1944 werd aan de bewapening nog 20 extra 25 mm kanonnen toegevoegd, alsook enkele raketlanceerders (120 mm) en 8 dieptebommen.
In juli 1945 werd het schip zwaar beschadigd door Britse vliegtuigen en na de oorlog in 1948 werd het opgebroken.